# Mühlentor (Pasewalk)

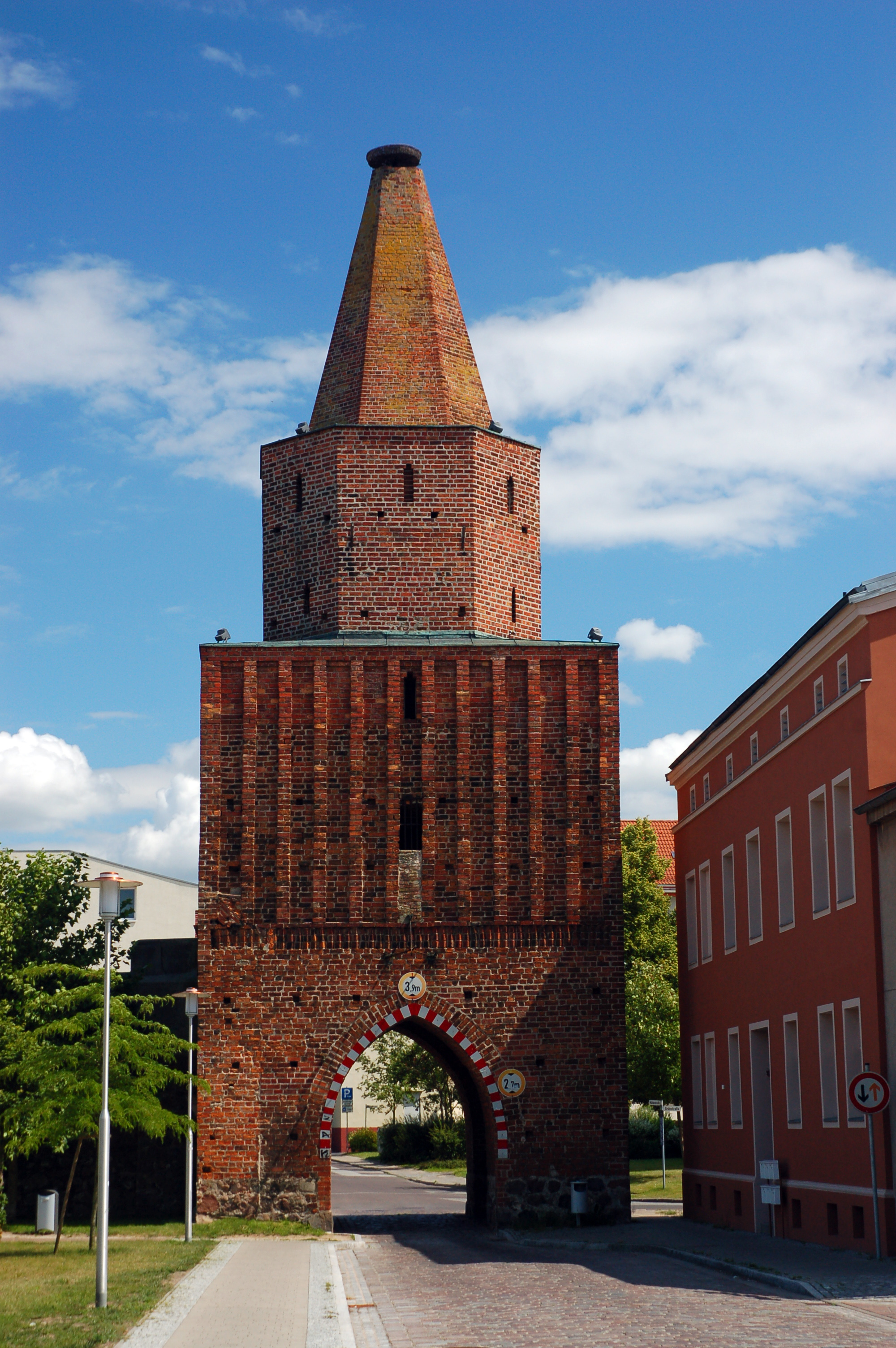
Mühlentor, Feldseite

Das Mühlentor in Pasewalk ist eines der zwei erhaltenen von ehemals vier Toren der Wehranlage, welche die Stadt umgab. Das gotische zweigeschossige Backsteintor aus der Mitte des 15. Jahrhunderts wurde auf einem Feldsteinsockel errichtet und sicherte die Straße nach Strasburg ab.

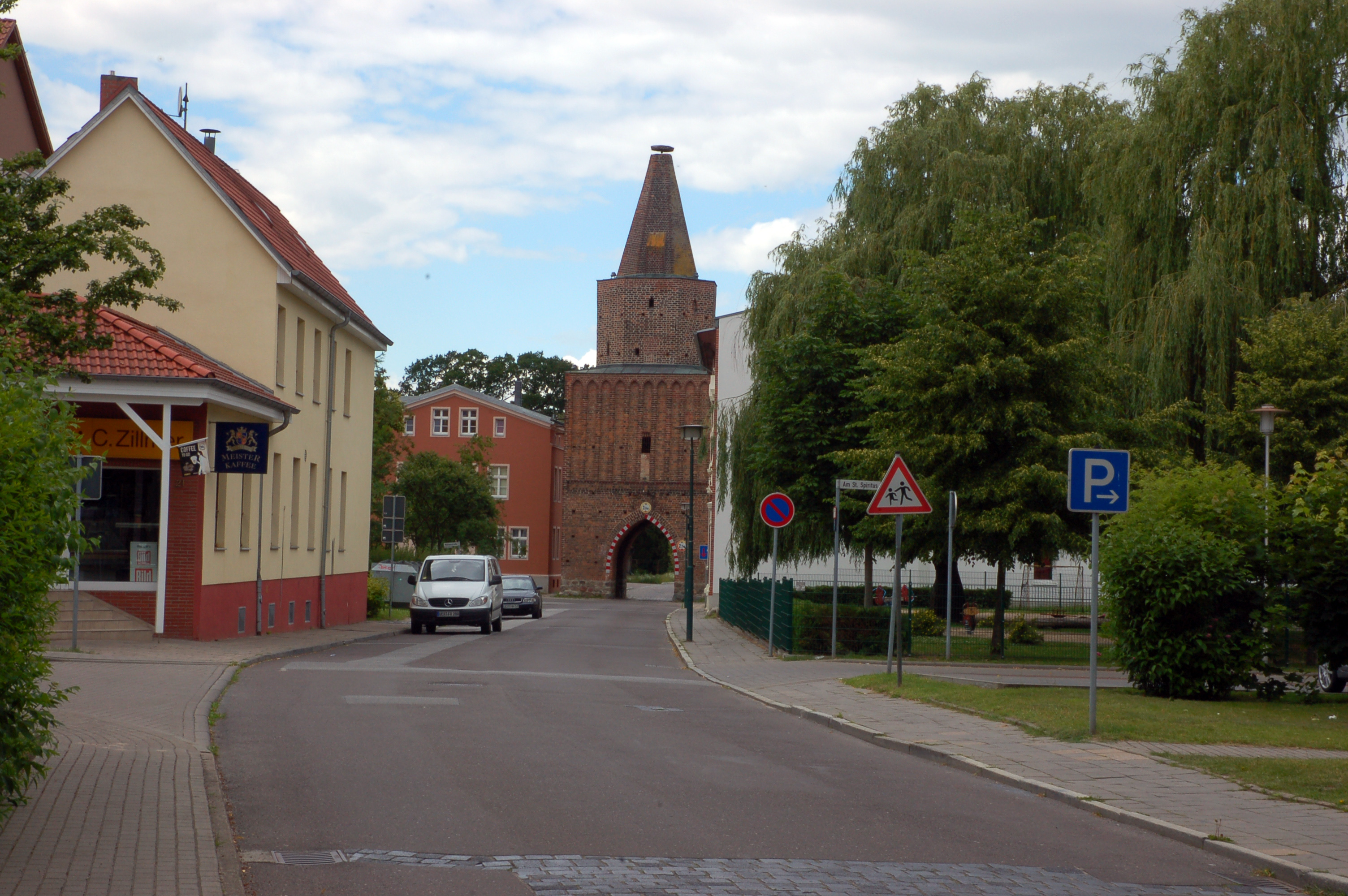
Stadtseite

Das Tor verfügt über eine 3,5 Meter hohe spitzbogige Durchfahrt. Es ist 25,1 Meter hoch und bei einer Grundfläche von 8,5 Meter mal 9 Meter fast quadratisch. Eine Besonderheit ist der achteckige Toraufsatz mit massivem Spitzhelm. Geschmückt ist das Tor durch eine Reihe schmaler spitzbogiger Blenden. Die ehemals vorhandenen Zinnenkränze am Unterbau und Turmaufsatz sind nicht mehr vorhanden.